# Simplificacions del xinès escrit a Hong Kong
|  | No s'ha de confondre amb xinès simplificat. |

A Hong Kong, l'idioma cantonès es fa servir comunament a la vida quotidiana. Els caràcters xinesos tradicionals han estat utilitzats com l'estàndard de facto a l'escriptura de Hong Kong des de la Xina Imperial fins a l'actualitat. En aquest article es descriuen les simplificacions realitzades al xinès escrit que es pot trobar informalment a Hong Kong.

## Informació
El Govern Comunista de la República Popular de la Xina, ha promocionat l'ús del xinès simplificat a la Xina continental des de la seva creació el 1949, i va adoptar el conjunt de caràcters simplificats com a sistema d'escriptura oficial de República Popular de la Xina del 1956 en endavant. Tanmateix, com que Hong Kong, era una colònia de la Corona Britànica abans de 1997, i se li va concedir un alt grau d'autonomia a partir de l'annexió a la Xina, i el xinès simplificat mai no ha estat reconegut oficialment a Hong Kong. El xinès tradicional ha estat sempre emprat com a estàndard de facto com a sistema d'escriptura a Hong Kong des de l'època imperial fins avui.
Igual que d'altres llengües escrites, la comunicació escrita informal de vegades es transforma amb l'ús d'abreviatures. A Hong Kong, la proliferació dels restaurants locals ha impulsat un sistema de simplificació utilitzada pels cambrers. Paraules angleses o altres símbols a vegades s'utilitzen com a substituts dels caràcters complexos. Aquesta pràctica no és regulada oficialment, el mètode de simplificació, varia de persona a persona, i pot ser incomprensible per als altres lectors xinesos.

## Tipus de simplificació
1. La simplificació es pot aconseguir mitjançant la substitució d'un complicat caràcter xinès tradicional amb un altre caràcter xinès tradicional més senzill que té una pronunciació semblant en cantonès.
2. La simplificació es fa sovint mitjançant l'ús de lletres en angles per a formar una "paraula" que sona com la paraula xinesa.
3. La simplificació també es pot fer mitjançant la incorporació de caràcters de xinès simplificat en el text compost per caràcters xinesos tradicionals.

## Exemples de simplificacions
| Caràcter xinès | Simplificat de substitució | Significat en Català | Significat original de la caràcter substituït |
| -------------- | -------------------------- | -------------------- | --------------------------------------------- |
| 雞             | 介                         | pollastre            | Armadura; situar-se entre                     |
| 菜             | 才                         | verdures             | Talent, simplement                            |
| 檸             | 0                          | llimona              | (El nombre zero)                              |
| 茶             | T                          | te                   | (La lletra T llatina)                         |
| 魷             | 尤                         | calamar              | Especialment, en particular                   |
| 蛋             | 旦                         | ou                   | Albada, matí, dia, actriu                     |
| 麪             | 面, 丏                     | fideus               | 面= cara, superfície;丏= parapet, invisibles  |
| 𦟌             | 展                         | múscul               | Obert, desplegar, estirar, estendre           |
| 飯             | 反                         | arròs                | Invers, oposat, contrari, anti-               |
| 餐             | 歺                         | menjar               | Viciós, depravat, dolent                      |
| 屎             | 矢                         | excrements           | Fletxa, dard, vot, jurar                      |

Nota: 檸 (llimona) sona com 零 (zero), la simplificació de "0 "és molt comú i es pot veure a les begudes embotellades i rebuts.